# Mount Staley
Mount Staley är ett berg i Antarktis. Det ligger i Östantarktis. Nya Zeeland gör anspråk på området. Toppen på Mount Staley är 2 560 meter över havet.
Terrängen runt Mount Staley är kuperad åt nordost, men åt sydväst är den platt. Mount Staley är den högsta punkten i trakten. Trakten är obefolkad. Det finns inga samhällen i närheten.